# Brochiraja spinifera
Brochiraja spinifera е вид хрущялна риба от семейство Arhynchobatidae.

## Разпространение и местообитание
Видът е разпространен в Нова Зеландия.
Среща се на дълбочина от 170 до 1460 m.

## Описание
На дължина достигат до 80 cm.